# Захарій (пророк)

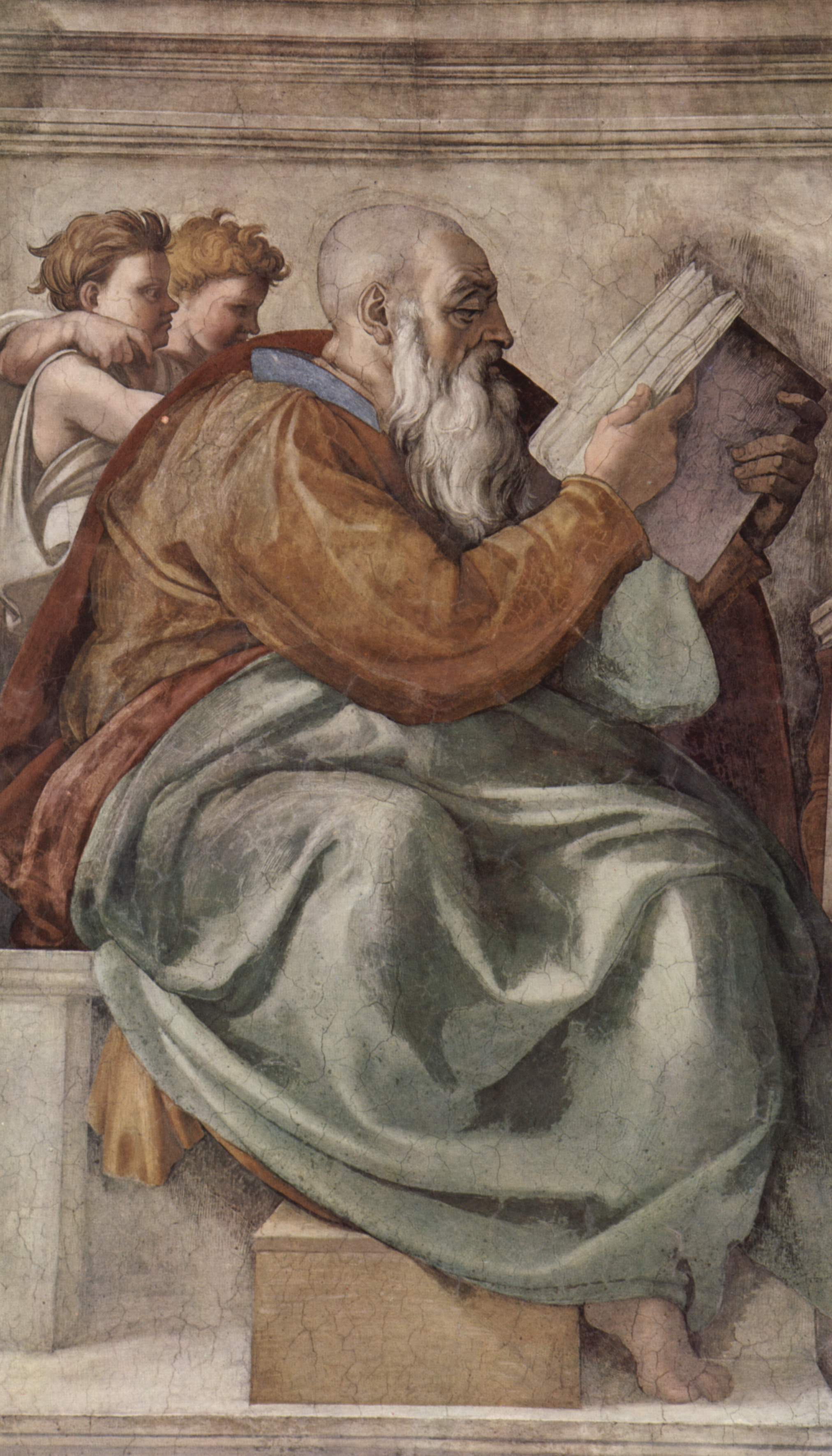
Пророк Захарій, Мікеланджело, стеля Систинської капели)

Захарій (церк.-слов. i рос.: Захарія) — біблійний пророк, належав до 12 «малих» пророків Старого Заповіту, унікальний і геніальний пророк того часу. Захарій (син Берехії / Варахії, син Іддо / Ади) жив і пророкував в Єрусалимі у 520 — 518 до Різдва Христового, за царювання Дарія. Провіщав розп'яття Ісуса Христа: «І будуть дивитись на Мене, Кого прокололи, і будуть за Ним голосити, як голоситься за одинцем, і гірко заплачуть за Ним, як плачуть за первенцем.» (Зах. 12:10). Згідно одному із трактувань, пророка вбили між жертівником і храмом(Лук.11:51).

## Життєпис
Народився Захарія в роки перебування євреїв у Вавилонському полоні у священицькому роді. Пророкувати почав на другий рік царювання Дарія. Після повернення з полону Захарій тісно співпрацював і пророкував разом із пророком Аггеєм в Юдеї або Єрусалимі.
Помер Захарій у глибокій старості. Похований поблизу Єрусалиму неподалік від могили пророка Аггея.
День пам'яті — 8 лютого.

## Пророцтва
Пророцтва Захарія описані в його книзі «Книга пророка Захарія» що входить в Канон Старого Заповіту Юдейського і Александрійського Канонів. Ще за 500 років до Різдва Христового Захарій так писав про вхід Господа в Єрусалим на віслюкові:
|  | Радій вельми, о дочко Сіону, веселись, дочко Єрусалиму! Ось Цар твій до тебе гряде (урочисто йде — В. М.), справедливий і повний спасіння, покірний, і їде на ослові, й на молодім віслюкові, сині ослиці |

Як барвисто і достеменно змалював пророк Захарій Тріумфальний вхід Ісуса Христа в Єрусалим. Окрім цього, Захарій писав також, що Господа зрадять за 30 срібняків і що ці гроші будуть використані для купівлі землі у горщечника. Він писав, що під час розп'яття буде затемнення сонця, що у ребра Господа штирхнуть списом стражника, що учні Месії розсіються по різних країнах. Таких ретельних і детальних описань, як у Захарій, немає ні у одного пророка.
Глава 1:1-4 книги пророка Захарія:
1 Восьмого місяця другого року Дарія було Господнє слово до пророка Захарія, сина Берехії, сина Іддового, таке:

2 Розгнівався Господь на батьків ваших палючим гнівом.

3 І скажи їм: Так говорить Господь Саваот: Верніться до Мене, говорить Господь Саваот, і вернуся до вас, говорить Господь Саваот.

4 Не будьте, як ваші батьки, що до них кликали стародавні пророки, говорячи: Так говорить Господь Саваот: Верніться з доріг ваших злих і з чинів ваших лихих! Та не слухали ви й не прислухались до Мене, говорить Господь.